# Frontón Fiesta Alegre (Valladolid)
El frontón Fiesta Alegre fue un recinto deportivo de la ciudad española de Valladolid.

## Historia

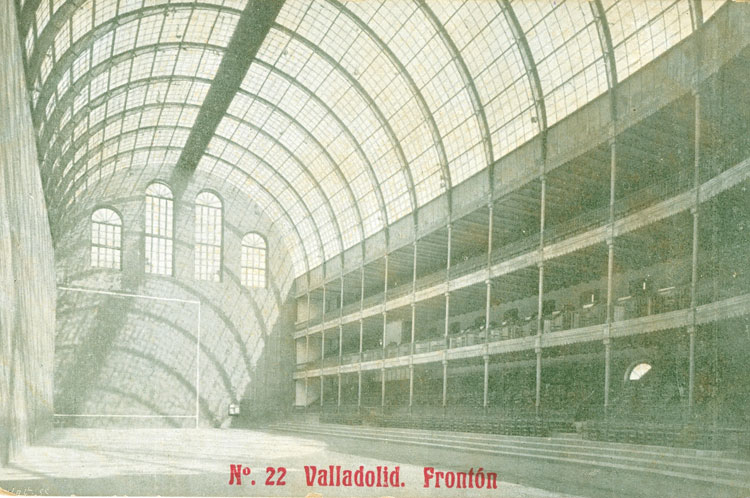
Vista interior del frontón

Ubicado en la calle de Muro, el edificio fue inaugurado el 7 de septiembre de 1894, con un partido de pelota entre Irún y Araquistain.
Su construcción fue realizada en piedra, ladrillo y hierro, y la pared de juego de sillería; con una cubierta de cristales, siendo la altura del edificio de 24 metros. Todos los materiales empleados fueron locales y tenía un aforo de 2716 personas. Los planos del conjunto fueron obra de Jerónimo Ortiz de Urbina y el arquitecto director fue Santiago Herrero, el pintor de interiores Luis Gijón, la carpintería de los sobrinos de Pedro Anciles y la cristalería de Claudio Cilleruelo. Fue bautizado con el mismo nombre que un frontón inaugurado unos años antes en Madrid.
Para 1910 su uso se había transformado para acoger una escuela circo-taurina y en 1913 fue adquirido por la Sociedad Protectora del Obrero, que lo cedió a la Asociación Católica de Escuelas y Círculos Obreros, vinculada al jesuita Sisinio Nevares, que lo convirtió en Casa Social Católica en Valladolid tras someterlo a una importante reforma e inaugurándolo de nuevo en 1915.
Durante la dictadura franquista pasó a acoger el Teatro-Cine Hispania en primer lugar y a ser sede del Frente de Juventudes a continuación, hasta que fue finalmente derribado en octubre de 1967.